# جغد مرمری
جغد مرمری (نام علمی: Strix virgata) نام یک گونه از سرده جغدهای بی‌گوش است.